# تین هاوس (آریزونا)
تین هاوس (به انگلیسی: Tin House) یک منطقهٔ مسکونی در ایالات متحده آمریکا است که در آریزونا واقع شده‌است. تین هاوس ۱٬۶۸۰ متر بالاتر از سطح دریا واقع شده‌است.